# Bonnie Dunbarová
Bonnie Jeanne Dunbarová (* 3. března 1949 Sunnyside, Washington, Spojené státy americké) je bývalá americká astronautka, 9. žena a 187. člověk, který se vypravil ze Země ve vesmíru. Během svých pěti letů v raketoplánech strávila na oběžné dráze 50 dní.

## Život

### Mládí a výcvik
V rodném Sunnyside absolvovala roku 1967 středoškolské studium na High School, Sunnyside a o čtyři roky později studium na Washingtonské univerzitě. Pracovala v různých laboratořích, mj. v Anglii u Oxfordské univerzity, doktorát získala na univerzitě v Houstonu (stát Texas), kde pak zůstala pracovat jako odborná asistentka. Prodělala také výcvik na lehkých letadlech, měla nalétáno 700 hodin. V roce 1980 vstoupila do výcvikového střediska NASA v Houstonu, když již dva roky předtím pracovala pro NASA v Johnsonově vědeckém středisku jako letecká operátorka.

### Lety do vesmíru
První svůj let dr. Bonnie Dunbayová letěla na palubě Challengeru na podzim roku 1985. Bylo jí tehdy 36 let. Mise STS-61-A trvala 7 dní, byla katalogizována v COSPAR pod označením 1985-104A a celá posádka měla 8 členů. Start byl z Kennedyho vesmírného střediska na Floridě, přistání na kalifornské základně Edwards v (Kalifornii - Mohavská poušť). Během mise vypustili družici GLOMR a věnovali se experimentům v laboratoři Spacelab.
Po pěti letech se dočkala druhého letu. Jednalo se o desetidenní misi STS-32 s raketoplánem Columbia, posádka byla pětičlenná. Během letu (COSPAR 1990-002A) vypustili několikatunovou vojenskou družici Syncom a naopak si na Zem přivezli z oběžné dráhy stáhnutou družici LDEF po jejím téměř šestiletém letu na oběžné dráze Země. Start i přistání byly stejné, jako při prvním letu.
V roce 1992 letěla do vesmíru v Columbii znovu. Mise STS-50, dle COSPAR 1992-034A, trvala 13 dní, spolu s dr. Dunbarovou bylo na palubě 7 osob a také laboratoř Spacelab, kterou měla na starosti. Tentokrát přistáli tam kde startovali, na Floridě.
Čtvrtý svůj let na oběžnou dráhu Země absolvovala dr. Dunbarová na palubě Atlantisu počátkem léta 1995. Jednalo se o misi STS-71, která trvala 9 dní a byla očíslována 1995-030A. Sedmičlenná mezinárodní posádka s sebou vezla laboratoř Spacelab a spojila se jako první americký raketoplán s ruskou orbitální stanicí Mir, kde sloužila jiná, tříčlenná mezinárodní posádka a kde byla připojena loď Sojuz TM-21. I tentokrát Dunbar v raketoplánu startovala i přistála na Floridě.
Popáté letěla ve svých 48 letech, v lednu 1998. Bylo to na palubě raketoplánu Endeavour, mise označená jako STS-89 byla v COSPAR katalogizována 1998-003A. Opět s sebou vezli Spacelab a opět letěli na Mir. Posádky Miru a Endeavouru společně týden pracovaly na experimentech. Člen posádky Miru Američan David Wolf byl nahrazen Andrewem Thomasem. Raketoplán přistál na Kennedyho vesmírném středisku na Floridě.
Jejím manželem je další z astronautů USA Ronald Michael Sega.
Lety v kostce:
- STS-61-A Challenger, start 30. října 1985, přistání 6. listopadu 1985
- STS-32 Columbia, start 9. ledna 1990, přistání 20. ledna 1990
- STS-50 Columbia, start 25. června 1992, přistání 9. července 1992
- STS-71 Atlantis, start 27. června 1995, přistání 7. července 1995
- STS-89 Endeavour, start 23. ledna 1998, přistání 31. ledna 1998